# 분고 수도 지진
분고 수도 지진(일본어: 豊後水道地震 분고스이도지신[*])은 2024년 4월 17일 일본 분고 수도에서 일어난 지진이다. 지진 규모는 일본 기상청 규모는 Mj6.6, 모멘트 규모는 Mw6.3이다. 에히메현과 고치현에서 일본 기상청 진도 계급 기준 최대 진도6약을 관측했다.
시코쿠 지방과 에히메현, 고치현에서 진도6약 이상의 흔들림을 관측한 것은 1996년 일본 기상청이 현재의 진도 계급으로 개정한 이후 처음이다.

## 지질학적 환경
일본은 유라시아판, 북아메리카판, 태평양판, 필리핀해판 4개 판이 만나는 지점 위에 있으며 환태평양 조산대에도 걸쳐져 있다. 이 4개 판 중 난카이 해곡은 필리핀해판이 태평양판 아래로 일정하게 섭입하면서 들어가는 지역이다. 난카이 해곡과 인근 휴가나다에서는 섭입대에서 일어나는 판 경계형 지진(해구형 지진)인 난카이 해곡 거대지진과 휴가나다 지진이 주기적으로 발생한다. 판 경계형 지진 외에도 섭입해서 판 경계 안으로 들어간 슬래브에서도 지진이 발생하는데 이를 "슬래브 내 지진"이라고 부른다.

## 지진의 진도
진도5약 이상을 관측한 지역은 아래와 같다.
| 진도 | 도도부현 | 시정촌                                         |
| ---- | -------- | ---------------------------------------------- |
| 6약  | 에히메현 | 아이난정                                       |
| 6약  | 고치현   | 스쿠모시                                       |
| 5강  | 에히메현 | 우와지마시                                     |
| 5약  | 에히메현 | 야와타하마시 오즈시 세이요시 우치코정 기호쿠정 |
| 5약  | 오이타현 | 쓰쿠미시 사이키시                              |

이 외에도 도카이 지방에서 규슈 지방에 이르는 광범위한 지역에서 진도1 이상의 흔들림을 관측했다. 또한 대한민국 기상청은 부산광역시, 경상남도, 경상북도, 울산광역시 등지에서 수정 메르칼리 진도 계급 기준 진도 II 이상의 흔들림을 관측했다고 발표했다.
고치현 서부에서 일본 기상청 장주기 지진동 계급2를 관측했다.
| 계급 | 도도부현 | 관측 지역              |
| ---- | -------- | ---------------------- |
| 2    | 고치현   | 스쿠모시, 도사시미즈시 |

## 지진 종류
지진의 발진기구해는 동서 방향으로 장력축을 가진 정단층형 지진이며 필리핀해판 내부에서 일어난 슬래브 내부 지진이다. 1968년 8월 6일에도 진원 인근에서도 같은 규모(M6.6, 최대진도 5)의 지진이 있었다.

### 난카이 해곡 지진과의 연관성
이번 지진은 난카이 해곡 거대지진의 예상 진원역 내에서 발생했지만 일본 기상청은 난카이 해곡 거대지진과 발생 구조 등이 다르다는 점을 들어 이번 지진으로 거대지진의 발생 가능성이 급격히 높아진 것은 아니라고 밝혔다.

## 피해
일본 소방청은 4월 18일 오후 2시 기주으로 히로시마현에서 2명, 에히메현에서 9명, 고치현에서 3명, 오이타현에서 2명 등 총 16명이 부상을 입었다고 발표했다. 흔들림이 강하게 느껴졌던 시코쿠 지방에서는 곳곳에서 산사태나 수도관 파열 등의 피해가 발생했다.

## 같이 보기
- 2024년 지진
- 일본의 지진 목록
- 호요 해협 지진